# Echinopsis ancistrophora
Echinopsis ancistrophora es una especie de plantas de la familia de las cactáceas. 

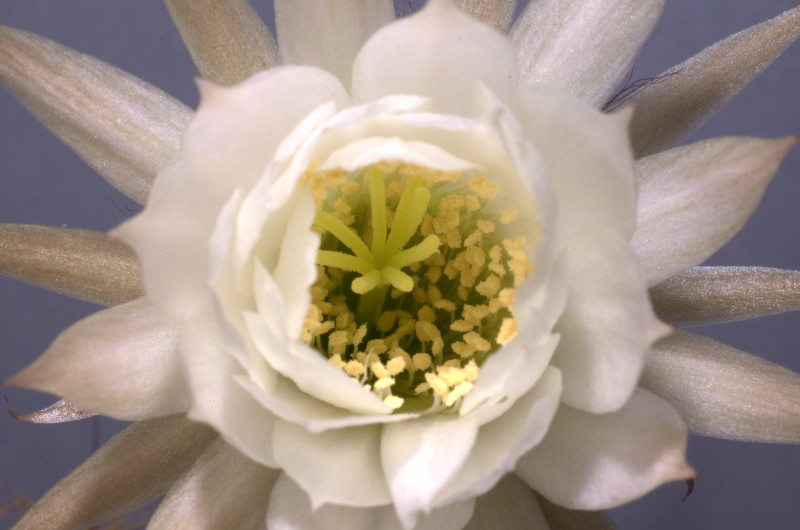
Detalle de la flor

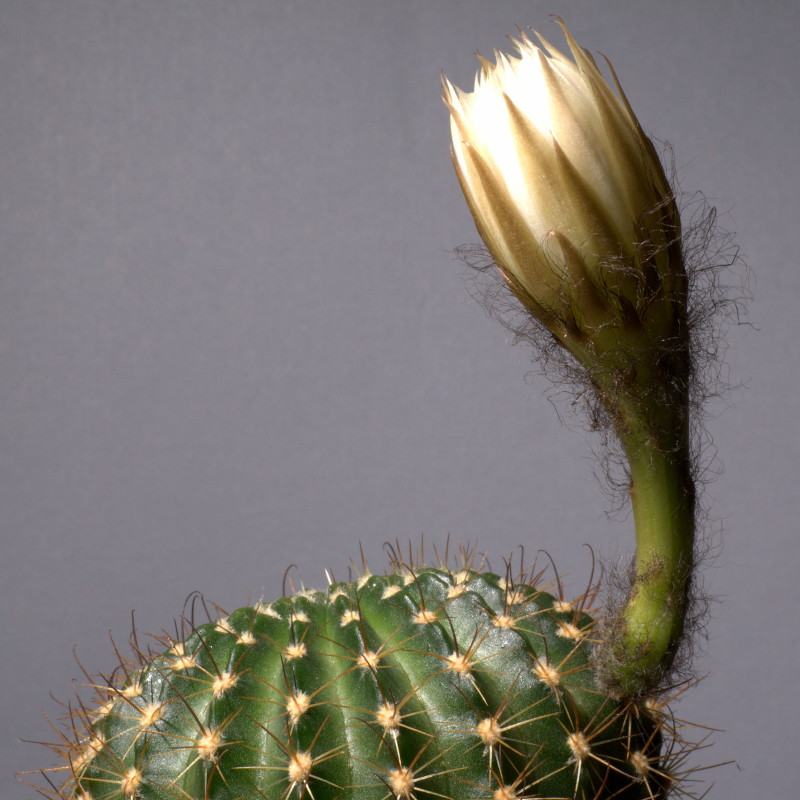
Vista de la planta

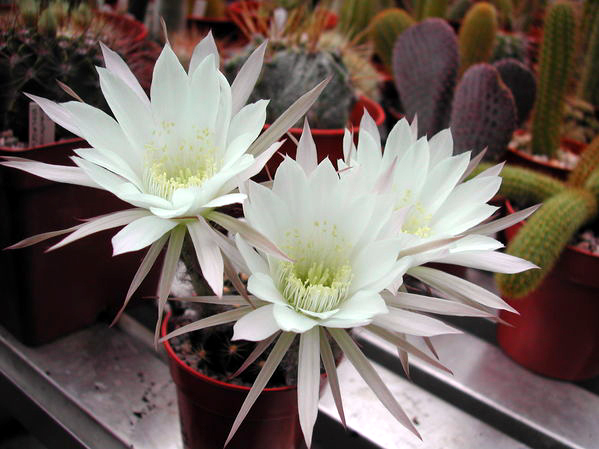
Flores

## Distribución
Es endémica de Jujuy y Salta en Argentina y Chuquisaca, Cochabamba, Potosí y Tarija en Bolivia. Su cultivo se ha extendido por todo el mundo.

## Descripción
Cactus de crecimiento aislado o formando un cojín con hijos que surgen de la base. El tallo es globular deprimido, de color verde oscuro brillante. Tiene entre 15 a 20 costillas protuberantes. Las espinas centrales, en forma de gancho, son de color marrón claro (con un máximo de cuatro, a veces carentes), miden 2 cm de largo. Numerosas espinas radiales de color blanquecino, flexibles y largas, se extienden ligeramente dobladas, más cortas que las centrales. Las flores en forma de embudo surgen de las costillas y se abren de día, miden unos 5 cm de diámetro y 6 a 16 cm de largo, son de color blanco (a veces teñidas de rosa) o de color rojo intenso y pueden ser fragantes. Los frutos son oblongos, entre verde y verde púrpura y son ligeramente secos de hasta 1,6 cm de largo y con un diámetro de 0,8 centímetros.

## Taxonomía
Echinopsis ancistrophora fue descrita por  Carlos Luis Spegazzini y publicado en Anales del Museo Nacional de Buenos Aires 4: 492. 1905.
Etimología
Ver: Echinopsis
ancistrophora epíteto latino de ankistron = "gancho o púas" y -phoros  y se refiere a las espinas ganchudas que porta.
Variedades
- Echinopsis ancistrophora var. arachnacantha (Buining & F. Ritter) Rausch

La subespecie se encuentra en el boliviano departamento de Tarija y de las provincias argentinas de Jujuy, Salta y Tucumán común a bajas altitudes. Los brotes están más finamente estriados. Las flores son blancas, fragantes, de 12 a 16 cm  y se abren más o menos siempre en la noche.
- Echinopsis ancistrophora subsp. cardenasiana (Rausch) Rausch

La subespecie se distribuye en el departamento boliviano de Tarija. Sus discos más gruesos corrugados tienen un diámetro de hasta 10 centímetros. Las flores de color violeta a rosa o rojo, hasta de 10 cm de largo.
- Echinopsis ancistrophora subsp. pojoensis (Rausch) Rausch

Sinonimia
| - Pseudolobivia ancistrophora - Echinopsis polyancistra - Pseudolobivia polyancistra - Echinopsis hamatacantha - Pseudolobivia hamatacantha - Echinopsis kratochviliana - Echinopsis leucorhodantha - Pseudolobivia leucorhodantha - Echinopsis pelecyrhachis | - Pseudolobivia pelecyrhachis - Echinopsis torrecillasensis - Pseudolobivia torrecillasensis - Lobivia arachnacantha - Echinopsis arachnacantha - Lobivia pojoensis - Echinopsis ancistrophora - Lobivia cardenasiana - Echinopsis cardenasiana |